# Entomobrya purpurascens
Entomobrya purpurascens är en urinsektsart som beskrevs av Alpheus Spring Packard 1873. Entomobrya purpurascens ingår i släktet Entomobrya och familjen brokhoppstjärtar. Inga underarter finns listade i Catalogue of Life.